# Edifício Wilton Paes de Almeida
O Edifício Wilton Paes de Almeida foi um prédio histórico localizado no Largo do Paiçandu, na cidade de São Paulo, Brasil.
Projetado no modernista pelo arquiteto Roger Zmekhol, possuía 24 andares e foi considerado um bem de interesse histórico, arquitetônico e paisagístico, o que garantia a preservação de suas características externas. Por tal razão, foi tombado pelo CONPRESP, em 1992.

## História
Sua construção ocorreu na década de 1960. Foi inaugurado em 1968, para ser a sede do conglomerado de empresas do político e empresário Sebastião Paes de Almeida, sendo batizado em homenagem ao irmão mais velho de Sebastião. O edifício ocupava um terreno de 650 m² e a área construída somava 12.000 m²; sua estrutura era metálica com lajes em concreto. Entre as principais empresas que inicialmente ocuparam o prédio estavam a CVB – Companhia de Vitrais do Brasil, Oleogazas, Socomin e agências do Banco Nacional do Comércio de São Paulo S.A. e do Banco Mineiro do Oeste S.A., nos quais Sebastião era acionista majoritário. Por dívidas com a Receita Federal, o edifício passou para propriedade do Governo Federal, que utilizou o edifício como sede da Polícia Federal em São Paulo, entre 1980 e 2003, e também agência do INSS, no primeiro andar. Depois da saída da Polícia Federal, o imóvel ficou abandonado e chegou a ser ocupado por movimentos sociais.

## Arquitetura
O prédio definia-se como um exemplar da arquitetura modernista, com características do típico edifício miesiano. A estrutura em concreto armado consistia de pilares recuados, sustentando lajes nervuradas em balanço, com bordas cada vez mais finas, chegando a 5cm nas extremidades. Em seção "H", os pilares também distribuíam a tubulação de ar condicionado embutida para todos os andares da construção. Na fachada, a espessura fina das lajes possibilitou o uso de uma caixilharia de alumínio de espessura igualmente delgada fixando as lâminas de vidro verde, no conceito de "curtain wall", ou "pele de vidro". Na face oposta à entrada, um bloco de circulação e serviços, com três elevadores e escadaria dava acesso aos níveis superiores. Uma majestosa escada circular compunha o visual do pavimento térreo.

## Incêndio e desmoronamento
Em decorrência de um incêndio, que iniciou-se na madrugada de 1° de maio de 2018, após 90 minutos sendo consumido pelas chamas, o "Wilton Paes de Almeida" desabou. No momento do incêndio e desabamento, 146 famílias do Movimento Luta por Moradia Digna (LMD) moravam no edifício.
O prédio ficava ao lado de um templo da Igreja Evangélica Luterana de São Paulo, que teve parte destruída com o desabamento.